# Amy Winehouse
Amy Jade Winehouse (14. september 1983 – 23. juli 2011) var en engelsk sanger og sangskriver. Hun fik med sine to første albums stor succes i en stilart, der bedst kan beskrives som en blanding mellem jazz og soul, som den lød blandt sorte amerikanske sangere i 1960'erne.
Winehouse døde som 27-årig den 23. juli 2011 i sit hjem i London; Politiet sagde først, at årsagen til hendes død var endnu uopklaret. Senere er det dog kommet frem, at Winehouse døde af en alkoholforgiftning og dermed endte med at drikke sig selv ihjel.
I 2015 havde Amy, en dokumentarfilm der skildrer Winehouses liv og død, premiere.

## Karriere
Amy Winehouse voksede op i det nordlige London, og der var jazz i hendes familie. I en alder af omkring 10 år dannede hun en amatør-rapgruppe sammen med sin barndomsveninde Juliette, men det holdt ikke særlig længe. Og nogle år senere fik hun sin første guitar. Hun blev i barndommen præget af meget forskelligartet musik, herunder Salt-N-Pepa, TLC, Frank Sinatra, Sarah Vaughan og Ray Charles. Som 16-årig blev hun opdaget af en talentspejder, og hun begyndte at synge professionelt. I en alder af 19 år fik hun en pladekontrakt, og det første album, Frank, blev udsendt i efteråret 2003.
Albummet indeholdt to covernumre, men alle de øvrige sange var Winehouse selv med til at skrive. Frank fik gode anmeldelser, og hun blev sammenlignet med sangere som Sarah Vaughan og Macy Gray. Albummet solgte også rigtig godt, og hun opnåede nomineringer i to kategorier til Brit Awards. Winehouse har selv senere udtalt, at hun ikke var helt tilfreds med albummet, selv om hun gerne sang mange af numrene til koncerter.
Først i slutningen af 2006 udsendte hun sit andet album, Back to Black. Hun har selv forklaret, at hun i 1½ år ikke skrev noget som helst, men at hun så mødte Mark Ronson, der er discjockey og pladeproducer, og at han inspirerede hende, så hun skrev numrene til det nye album på kun et halvt år. Albummet har i forhold til debutalbummet fået mindre jazzpræg og mere stemning som ved pigegrupper fra 1950-60'erne. Fra albummet blev i første omgang Rehab et hit. Det er selvbiografisk, idet hendes daværende agentbureau anbefalede hende at tage på et alkoholafvænningshjem, hvilket hun nægtede (og derfor skiftede agentbureau). Sangen blev et hit, og den gav for alvor Winehouse et gennembrud, der blev understreget, da hun ved Brit Awards i 2007 modtog prisen som bedste kvindelige britiske sanger.

## Personligt liv
Amy Winehouse havde i sin korte karriere været i den kulørte presses søgelys, idet hun flere gange offentligt viste sig stærkt beruset. I flere tilfælde overfuste hun fans og andre omkring sig, ligesom hun i forbindelse med modtagelse af en pris nedgjorde Bono fra U2 i sin takketale. Ligeledes lagde hun ikke skjul på at have røget hash, og hun har endvidere nævnt, at hun havde psykiske problemer af forskellige slags. I sommeren 2007 aflyste Amy Winehouse op til flere koncerter, officielt på grund af træthed og lignende, men uofficielt på grund af overdrevet alkoholmisbrug. I 2007 blev hendes optræden på Skanderborg Festivalen aflyst.

## Død
Winehouses bodyguard var hjemme hos hende tre dage før hendes død, og da var hun temmelig beruset. Han så hende fortsætte med at drikke moderat den kommende tid, og kl 2 om morgenen 23. juli 2011 hørte han hende grine, lytte til musik og se tv. Kl 10 om formiddagen så bodyguarden hende ligge på sin seng, og han kunne ikke sådan lige vække hende. Dette bekymrede ham ikke synderligt, for hun sov ofte sent, når hun havde været i byen. Da han kiggede til hende igen kl 3 om eftermiddagen, lå hun i samme stilling som om formiddagen. Han undersøgte hende, og konstaterede, hun ikke trak vejret og ikke havde puls, og ringede så efter ambulancen. Kl 15:54 blev to ambulancer kaldt til hjemmet i Camden, London, og ambulancefolkene konstaterede, at Winehouse var død. Kort efter blev dødsfaldet bekræftet af Metropolitan Police.

Winehouses alder, da hun døde, betyder at hun indgår i Klub 27, som er en gruppe af musikere, der er døde i en alder af 27 år.
Det er aldrig blevet fastslået, om Amy Winehouses død var forårsaget af alkoholforgiftning eller en overdosis af stoffer.

## Diskografi
Jeg begyndte at spille guitar, da jeg hørte Amys første album. Hun er den kunstner, der har betydet allermest for mig. Fordi hun var britisk. Fordi hun var fantastisk. Fordi hun var en plaget sjæl. Fordi hun var så sjov.
- Frank (2003)
- Back to Black (2006)
- Lioness: Hidden Treasures (2011, posthumt)

## Priser
- Brit Awards 2007: Bedste kvindelige britiske sanger
- Grammy Award 2008: Fem priser, heriblandt bedste nye kunstner, årets sang (Rehab), årets indspilning (Rehab).